# Псальми (альбом)
Помишляйте, чєловєци. Псальми — студійний альбом українського етно-колективу Божичі.

## Перелік пісень
1. Чіловічє Божественной (6:29)
2. Страдальная мати (4:20)
3. Зійшов Господь з неба (6:12)
4. Про блудного сина (3:04)
5. Червона калина (5:35)
6. Сидять люди за столами (4:30)
7. Де Господь походив (5:29)
8. Помишляйте, чєловєци (6:51)